# Afrique du Sud aux Jeux olympiques d'été de 1952
L’Union d'Afrique du Sud participe aux Jeux olympiques de 1952 organisés à Helsinki, en Finlande. La délégation sud-africaine est composée de soixante-quatre athlètes dont seulement quatre femmes. En dépit de cette faible représentation en termes de nombre, les femmes sud-africaines conquièrent les deux médailles d’or de la délégation ainsi qu’une médaille d‘argent. Globalement,  l’Union d'Afrique du Sud remporte dix médailles dont deux en or, quatre en argent et quatre en bronze. Des médailles conquises principalement en boxe, athlétisme et cyclisme.

## Tous les médaillés
| Médaille           | Nom                                                       | Sport      | Épreuve                |
| ------------------ | --------------------------------------------------------- | ---------- | ---------------------- |
| Médaille d'or      | Esther Brand                                              | Athlétisme | Saut en hauteur (F)    |
| Médaille d'or      | Joan Harrison                                             | Natation   | 100 m dos (F)          |
| Médaille d'argent  | Daphne Hasenjager                                         | Athlétisme | 100 m (F)              |
| Médaille d'argent  | Theunis van Schalkwyk                                     | Boxe       | Poids super-welters    |
| Médaille d'argent  | Raymond Robinson Thomas Shardelow                         | Cyclisme   | Tandem                 |
| Médaille d'argent  | Alfred Swift George Estman Robert Fowler Thomas Shardelow | Cyclisme   | Poursuite par équipes  |
| Médaille de bronze | Willie Toweel                                             | Boxe       | Poids mouches (-51 kg) |
| Médaille de bronze | Leonard Leisching                                         | Boxe       | Poids plumes (-57 kg)  |
| Médaille de bronze | Andries Nieman                                            | Boxe       | Poids lourds (+81 kg)  |
| Médaille de bronze | Raymond Robinson                                          | Cyclisme   | Kilomètre              |

## Sources
- (fr) Bilan de l'année 1952 sur le site du Comité international olympique
- (en) Bilan complet de l’Afrique du Sud sur le site olympedia.org